# Freddy Clement
Freddy Clement (Fort-de-France, Martinica, 28 de julio de 1978) es un exfutbolista y entrenador de fútbol  de Martinica que jugaba en las posiciones de centrocampista y delantero.

## Carrera

### Club
| Periodo   | Club                   |
| --------- | ---------------------- |
| 2000-2002 | US Robert              |
| 2002-2003 | Laval                  |
| 2003-2004 | ES Wasquehal           |
| 2005      | RFC Tournai            |
| 2006-2007 | Saint-Denis FC         |
| 2007-2008 | Torredonjimeno CF      |
| 2011      | NK Jedinstvo Bihać     |
| 2011-2012 | La Gauloise de Trinité |
| 2012-2015 | Aiglon du Lamentin     |
| 2015-2016 | New-Club Petit-Bourg   |
| 2016-2017 | RC Rivière-Pilote      |
| 2017-2018 | AS Samaritaine         |

### Selección nacional
Jugó para Martinica en cuatro ocasiones en 2005, tres de esos partidos fueron en la Copa de Oro de la Concacaf 2002.

### Entrenador
| Periodo   | Club             |
| --------- | ---------------- |
| 2013-2017 | Martinica sub-15 |

## Logros

### Jugador
- División 2 de Bélgica (1): 2005

### Entrenador
- Torneo Internacional U15 del Consejo General de Guadalupe (1): 2015[7]